# Lophiodontidae
Die Lophiodontidae (Gr.: lophos = Hügel; odóntes = Zähne) sind eine Familie ausgestorbener, tapirartiger Säugetiere, die im Eozän in Europa und China vorkam. Fossilien wurden unter anderem im Geiseltal in Sachsen-Anhalt und, ein einzelnes Jungtier, in der Grube Messel in Hessen gefunden. Wahrscheinlich waren die Tiere besonders an feuchten Stellen häufig. Beschriebene Gattungen sind Lophiodon und Lophiaspis und Eolophiodon. 

## Merkmale
Die Lophiodontiden hatten einen untersetzten Körper und einen massigen, großen Schädel. Im Unterschied zu den Tapiren hatten sie kein reduziertes Nasenbein und ihre Nasenpartie war nicht tief eingeschnitten. Daraus wird geschlossen, das die Lophiodontiden keinen Rüssel hatten. Ihre Zähne waren niedrig, die Zahnoberfläche war mit hügelartigen Jochen versehen. Sie ähnelten denen der Tapire und früher Nashornverwandter. Der größte Lophiodontide, Lophiodon rhinocerodes erreichte die Größe eines heutigen Pferdes.
Möglicherweise geht die Familie auf die Gattung Homogalax zurück und hätte damit einen nordamerikanischen Ursprung.